# Чулошников, Александр Петрович
Александр Петрович Чулошников (1894—1941) — русский советский историк, специалист по истории Казахстана, Средней Азии и Башкирии. Кандидат исторических наук (1935).

## Биография
Александр Чулошников родился 8 августа 1894 года в селе Чёрный Остров Подольской губернии. В 1911 году поступил на историко-филологический факультет Санкт-Петербургского университета. В 1916 году окончил университет, остался преподавать на кафедре русской истории. В 1919—1921 годах работал в Оренбурге, где преподавал в Казахском университете и возглавлял историко-статистический отдел при штабе Кирвоенкомата. В 1920 году стал первым председателем Общества изучения Киргизского края. В 1921 году вернулся в Петроград. В 1921—1931 годах преподавал в Ленинградском университете. С 1921 году работал в Горном институте, в Историческом НИИ при Петроградском университете, с 1923 — в Центральном архиве РСФСР. В 1930 году стал внештатным научным сотрудником Историко-археографического института. В 1935 году по совокупности научных работ получил степень кандидата исторических наук. С 1936 года — старший научный сотрудник Ленинградского отделения Института истории АН СССР.
Среди его наиболее важных его научных работ монография «Очерки по истории казах-киргизского народа в связи с общими историческими судьбами других тюркских племен». В ней описывается история казахов и киргизов до XVIII века. Чулошников также уделял внимание развитию феодальной собственности в Казахстане, участию казахов в пугачёвщине, и среднеазиатскому восстанию 1916 года. Занимался изучением истории Башкирии XVIII—XIX веков и башкирского восстания 1755—1756 годов. Принимал участие в подготовке к изданию «Материалов по истории Башкирской АССР».
Погиб в конце 1941 года от голода во время блокады Ленинграда (по другим сведениям — в январе 1942 года).

## Сочинения
- Очерки по истории казах-киргизского народа в связи с общими историческими судьбами других тюркских племён. Оренбург, 1924. Ч. 1;
- К истории восстания киргиз в 1916 г. Красный архив. 1926. Т. 3 (16).
- Казах-киргизские кочевые орды и пугачевщина (1773—1774). Новый Восток. 1929. Т. 25.
- К истории феодальных отношений в Казахстане в XVII—XVIII вв. Известия АН СССР. Отделение общественных наук. 1936, № 3.
- Восстание 1755 г. в Башкирии. М.; Л., 1940.